# 1941 Wild
Wild (asteroide 1941) é um asteroide da cintura principal, a 2,8546359 UA. Possui uma excentricidade de 0,2818352 e um período orbital de 2 894,58 dias (7,93 anos).
1941 Wild tem uma velocidade orbital média de 14,93927254 km/s e uma inclinação de 3,9519º.
Este asteroide foi descoberto em 6 de Outubro de 1931 por Karl Reinmuth.
Seu nome é uma homenagem ao astrônomo suíço Paul Wild.